# Frank Wassenberg
Frank Peter Wassenberg (Heer, 2 mei 1966) is een Nederlands voormalig politicus namens de Partij voor de Dieren (PvdD).

## Biografie
Wassenberg volgde het Henric van Veldekecollege in Maastricht. Vervolgens studeerde hij biologie aan de Rijksuniversiteit Utrecht, waar hij in 1992 afstudeerde.
Wassenberg was van 1993 tot 2006 werkzaam bij de Stichting Bont voor Dieren, het Asklepion Science Center en de Vereniging Proefdiervrij. Van 2006 tot zijn aantreden als Tweede Kamerlid in november 2015 was hij beleidsmedewerker bij de Koningin Sophia-Vereeniging tot Bescherming van Dieren.
Van 2007 tot 2011 was Wassenberg lid van Provinciale Staten van Limburg. In 2015 werd hij wederom in dit college gekozen en geïnstalleerd op 26 maart van dat jaar.

### Kamerlidmaatschap
Wassenberg bezette bij de Tweede Kamerverkiezingen van 2012 de derde plaats op de kandidatenlijst voor de Partij voor de Dieren, onvoldoende voor een directe benoeming. Hij werd op 17 november 2015 beëdigd als lid van de Tweede Kamer als vervanger van Esther Ouwehand, die het lidmaatschap tijdelijk neerlegde wegens ziekte. Op 11 december 2015 verliet hij in verband met deze benoeming de Provinciale Staten van Limburg. 
Op 13 september 2016 haalde door de afwezigheid van Wassenberg een stemming over een initiatiefwetsvoorstel over het doneren van menselijke organen een nipte meerderheid in de Tweede Kamer. Als hij aanwezig geweest was - hij was de enige afwezige - was het voorstel van D66-Kamerlid Pia Dijkstra niet aangenomen. Wassenberg verklaarde dat het zijn eigen schuld was geweest dat hij op de stemming niet aanwezig was.
Op 17 oktober 2016 eindigde de vervanging door de terugkeer van Ouwehand in de Tweede Kamer.
Na de verkiezingen van 2017 keerde Wassenberg terug in de Tweede Kamer, doordat zijn partij drie Kamerzetels meer haalde dan bij de vorige verkiezingen. Voor de Europese Parlementsverkiezingen 2019 was Wassenberg ook verkiesbaar achter lijsttrekker Anja Hazekamp. Bij de Tweede Kamerverkiezingen op 22 november 2023 werd hij niet opnieuw herkozen, waardoor hij op 5 december 2023 de Kamer verliet.

## Persoonlijk
Wassenberg woont in Geleen.
- Parlement.com: vj09kuptt2ks